# Smaragdina bertiae
Smaragdina bertiae is een keversoort uit de familie bladkevers (Chrysomelidae). De wetenschappelijke naam van de soort werd in 1992 gepubliceerd door Medvedev.